# Initiative Abrüstung Wählen
Zur Bundestagswahl 1987 wurde von einer Reihe berufsbezogener Friedensgruppen die Initiative „Abrüstung wählen“ gestartet, um zentrale Forderungen der bundesdeutschen Friedensbewegung in den Bundestagswahlkampf einzubringen.

## Themen
Von der Initiative wurden eine Reihe von Fragen aufgestellt, die von den Wählern an die Kandidaten in ihrem Wahlkreis gerichtet werden konnten. Folgende Punkte wurden dabei thematisiert:
- Schaffung einer Giftgas- und Atomwaffen-freien Zone in Mitteleuropa
- Einsatz für ein internationales Verbot von Chemiewaffen
- Beendigung der Stationierung von US-Mittelstreckenraketen, die als atomare Erstschlagwaffen für extrem destabilisierend und gefährlich erachtet wurden
- Nichtbeteiligung an der sog. Strategischen Verteidigungsinitiative (SDI) der USA und stattdessen politische Initiativen für einen Vertrag zur Beendigung des Wettrüstens im Weltraum
- Änderung der Verteidigungspolitik zu einem strikt defensiven, also nicht angriffsfähigen Konzept
- Verringerung von Rüstungsexporten und stattdessen Umstellung der militärischen auf eine zivile Produktion u. a. für den Umweltschutz

## Beteiligung
Die Initiative „Abrüstung wählen“ wurde unterstützt u. a. von
- Ärzte warnen vor dem Atomkrieg
- Darmstädter Signal
- Forum InformatikerInnen für Frieden und gesellschaftliche Verantwortung
- Forum Naturwissenschaftler für Frieden und Abrüstung
- Richter und Staatsanwälte für den Frieden

und den Personen Otto Creutzfeldt, Walter Dirks, Ossip K. Flechtheim, Norbert Greinacher, Ursula Haucke, Eva Jaeggi, Walter Jens, Matthias Kreck, Jörg Siekmann, Dorothee Sölle und Jürgen Uhde.

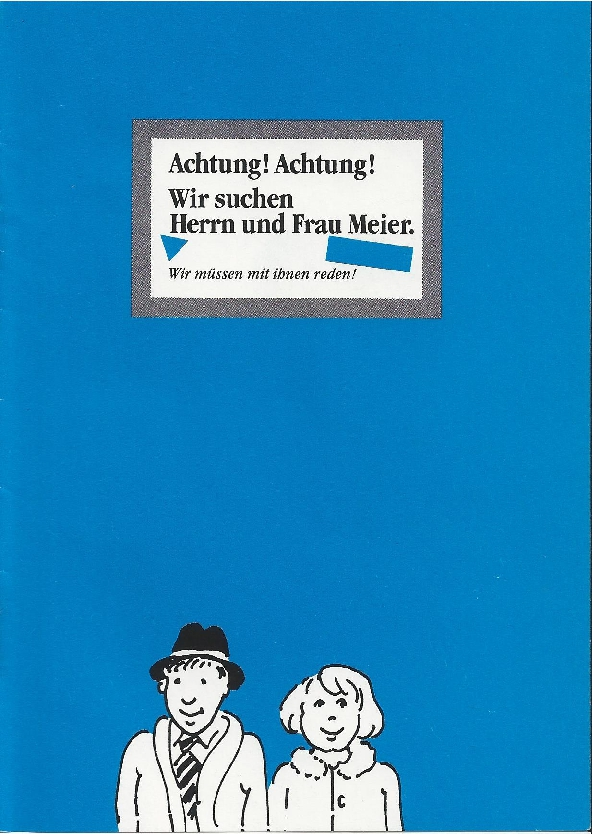
Titelseite der Informationsbroschüre der Initiative Abrüstung Wählen zur Bundestagswahl 1987

## Öffentlichkeitsarbeit
Die Information der Öffentlichkeit über die Ziele der Initiative erfolgte im Herbst 1986 und Winter 1986/87 durch Zeitschriftenartikel sowie Infostände auf Marktplätzen und in Fußgängerzonen großer Städte. Verwendung fand dabei eine Kurzbroschüre Achtung! Achtung! Wir suchen Herrn und Frau Meier, in der die genannten Themen erläutert wurden.